# Хилькер, Георг
Гео́рг Кри́стиан Хи́лькер (5 июня 1807, Копенгаген — 13 января 1875, Копенгаген) — датский декоратор, художник Золотого века. Сотрудничал с художником Константином Хансеном.

## Биография

### Ранние годы, карьера
Георг родился в семье штурмана Кристиана Хилькера и Марии Маргрет (урождённая Вест). В возрасте 13 лет он поступил в Датскую королевскую академию искусств. Поначалу обучаясь пейзажной живописи и получив две серебряные медали в школе моделей, Хилькер обратился к декоративной живописи. Ещё будучи студентом, он участвовал в оформлении резиденции Германа Эрнста Фройнда, профессора Датской академии искусств, в бывшем здании снабжения на Слотсхольмене. Этот проект познакомил его с помпейским стилем, который стал характерен для многих его последующих работ. Он также работал над другими известными проектами, включая оформление дворцов Кристиансборг и Амалиенборг.

### Жизнь в Италии (1838—1841 гг.)
Хилькеру была оказана поддержка от Фонда общественного пользования. Он отправился в Рим вместе с художником Кристеном Кёбке, который получил стипендию на поездку от Датской академии искусств. Это дало Георгу возможность изучить помпейское искусство и работы Рафаэля в Ватикане. Следующим летом он также отправился в Неаполь, Помпеи и на Капри, где жил и работал с Кристеном Кёбке и датскими художниками Константином Хансеном и Йоргеном Роэдом.

### Возвращение в Данию

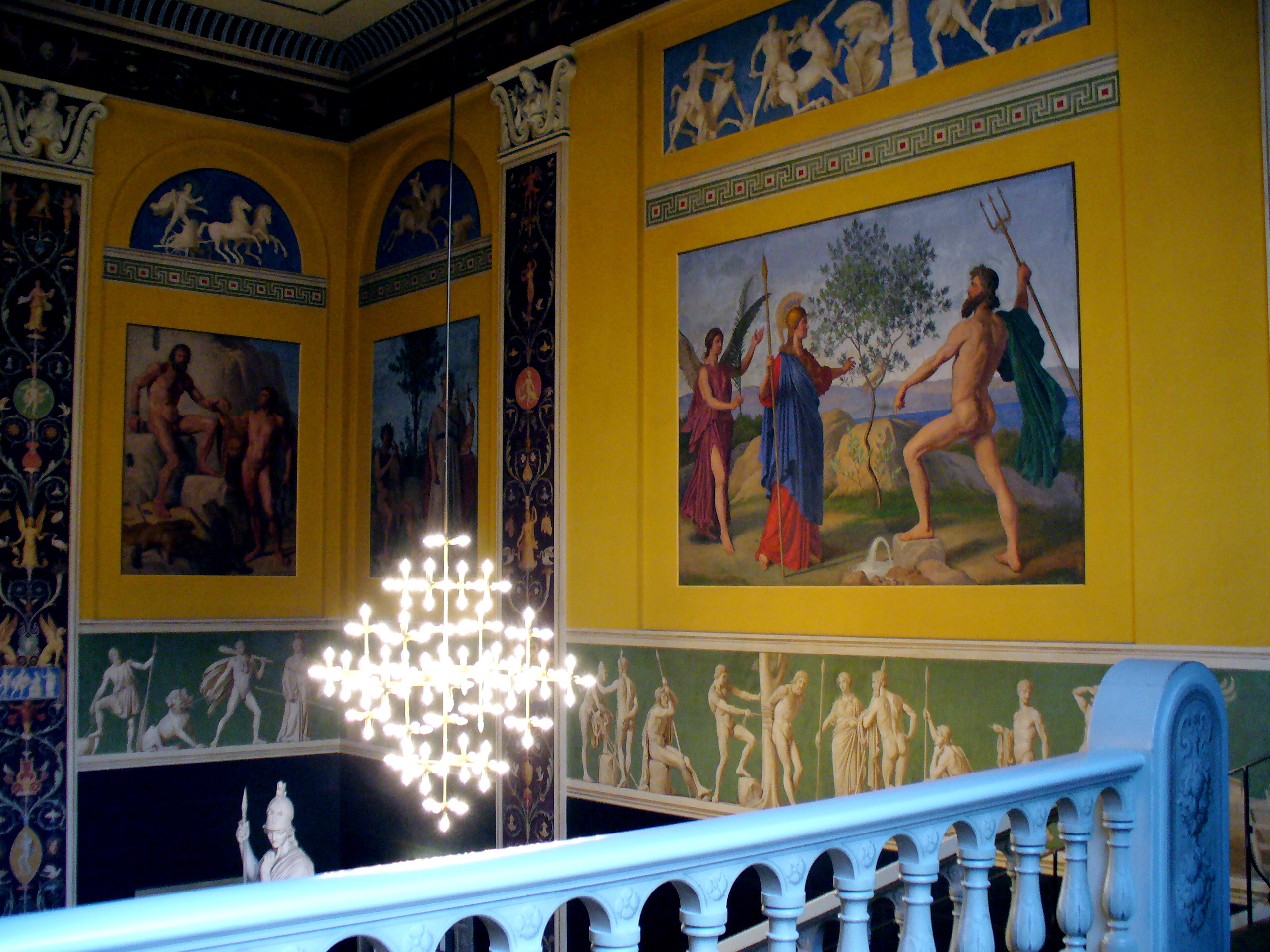
Вестибюль главного корпуса Копенгагенского университета с фресками Хилькера и Хансена

В 1841 году Георг получил важный заказ от архитектора Микаэля Готтлиба Биндесбёля на оформление комнат в Музее Торвальдсена. Тогда Хилькер начал сотрудничать с Константином Хансеном. Одной из самых важных работ было оформление вестибюля нового главного корпуса Копенгагенского университета в период с 1844 по 1853 год.
В 1847 году Хилькер женился на Элизе Болине Схоу (1820—1867). С 1848 до 1849 год он преподавал в Техническом колледже Копенгагена, а с 1853 года — в классе декоративного искусства Датской академии искусств. Ему было поручено оформление школы Херлуфсхольм в Нестведе (1869—1870), Сельскохозяйственного колледжа при Академии Сорё (1860—1863) и университетского фестиваля (1862—1865), где художник использовал уже неоренессанс. Среди других работ — новое здание банка в Копенгагене (1869) и различные частные владения в столице и провинции. В этих проектах античные мотивы использовались либо напрямую, либо в изменённом неоренессансном виде, и они часто сопровождались сотрудничеством с другими художниками, особенно с Константином Хансеном.

### Смерть
Жена Хилькера умерла в 1867 году. Незадолго до собственной смерти в 1875 году Георг был назначен кавалером ордена Даннеброг. Художник скончался 13 января 1875 года. Похоронен на кладбище Ассистенс.